# I Can't Stop This Feeling I've Got
I Can't Stop This Feeling I've Got is de vierde single van het album Razorlight van Razorlight. In Engeland werd de single 19 maart 2007 uitgegeven. Het nummer behaalde de 44e plek in de UK Singles Chart.
Het was het eerste nummer van Razorlight dat de Engelse Top 40 niet haalde.

## Tracks
- CD 6 02517 24345 3

1. "I Can't Stop This Feeling I've Got"
2. "When Doves Cry"
  - Een cover van Prince.
3. "These Days"
  - Enkel uitgegeven op de CD-versie van de single.